# Diözesankonservator
Diözesankonservator ist ein leitender Amtsträger der Diözesen der römisch-katholischen Kirche in Deutschland. Der Diözesankonservator ist der vom (Erz-)Bischof bestellte Verantwortliche in allen Fragen der kirchlichen Denkmalpflege eines (Erz-)Bistums. Der Diözesankonservator wird in seiner Arbeit unterstützt von Konservatoren i. K. (im Kirchendienst).

## Aufgaben
- Pflege von diözesanen und pfarrlichen Kulturgütern (Bauten, Ausstattung)
- Verständnis zu wecken für kirchliche Kunst als Kulturgut und Glaubenszeugnis, sowie als Hilfe für Verkündigung und Liturgie
- Beratung und Betreuung der Pfarreien bei Restaurierungen
- Neugestaltung von Altarräumen im Sinne des 2. Vatikanums
- Bestandserhebung durch Inventarisierung

## Deutschland
Die Diözesankonservatoren Deutschlands sind im Arbeitskreis für die Inventarisierung und Pflege des kirchlichen Kunstgutes in den deutschen (Erz-)Bistümern organisiert. Grundlage ist der Beschluss der Deutschen Bischofskonferenz zur Umsetzung der Charta der Villa Vigoni zum Schutz der kirchlichen Kulturgüter. Verfügen Diözesen über eigene innerkirchliche Denkmalbehörden, und sind diese im entsprechenden Bundesland als solche anerkannt, so obliegen diesen kirchlichen Denkmalbehörden die Aufgaben der Unteren Denkmalschutzbehörden. Grundlage hierfür ist die staatskirchenrechtliche Bestimmung des Art. 140 GG bzw. der Artikel 136, 137, 138, 139 und 141 der Weimarer Reichsverfassung.

## Österreich
In Österreich existiert seit 1994 die Arbeitsgemeinschaft Kirchlicher KonservatorInnen Österreichs.

## Organisation in Deutschland
- Bistum Aachen: Anna M. Wellding, Referat für Kunst und Denkmalpflege
- Bistum Augsburg: Michael A. Schmid, Diözesankonservator
- Erzbistum Bamberg: Peter Schwarzmann, Diözesankonservator
- Erzbistum Berlin: Erik Venhorst, Kunstbeauftragter
- Bistum Dresden-Meißen: Birgit Mitzscherlich, Archivdirektorin
- Bistum Eichstätt: Claudia Grund, Fachbereich Kultur und Denkmalpflege
- Bistum Erfurt:  Falko Bornschein, Kunstbeauftragter
- Bistum Essen: Jennifer Reffelmann, Referentin für Liturgie und kirchliche Kunst
- Erzbistum Freiburg: Sebastian Bock, Referat Bau-, Kunst- und Denkmalpflege
- Bistum Fulda: Martin Matl, Diözesankonservator
- Bistum Görlitz: Waldemar Könighaus, Bistumsarchivar
- Erzbistum Hamburg: Markus Hoch, Baureferent
- Bistum Hildesheim: Monika Tontsch, Referat Kirchliche Denkmalpflege
- Erzbistum Köln: Anna Pawlik, Erzdiözesankonservatorin
- Bistum Limburg: Dominik Müller, Referat Inventarisierung
- Bistum Magdeburg: Sabine Wolfsbauer, Kunst- und Kulturbeauftragte
- Bistum Mainz: Johannes Krämer, Baudirektor
- Erzbistum München und Freising: Hans Rohrmann, Fachreferent für kirchliche Kunst- und Denkmalpflege
- Bistum Münster: Thomas Flammer, Diözesankonservator
- Bistum Osnabrück: Karina Dänekamp, wissenschaftliche Mitarbeiterin im Diözesanmuseum
- Erzbistum Paderborn: Holger Kempkens, Direktor des Erzbischöflichen Diözesanmuseums
- Bistum Passau: Alois Brunner, Kunstreferent
- Bistum Regensburg: Maria Baumann, Diözesankonservatorin[4]
- Bistum Rottenburg-Stuttgart: Melanie Prange, Diözesankonservatorin
- Bistum Speyer: Wolfgang Franz, Diözesankonservator
- Bistum Trier: Georg Breitner, Diözesankonservator
- Bistum Würzburg: Wolfgang Schneider, Diözesankonservator